# 埃斯卡蘇

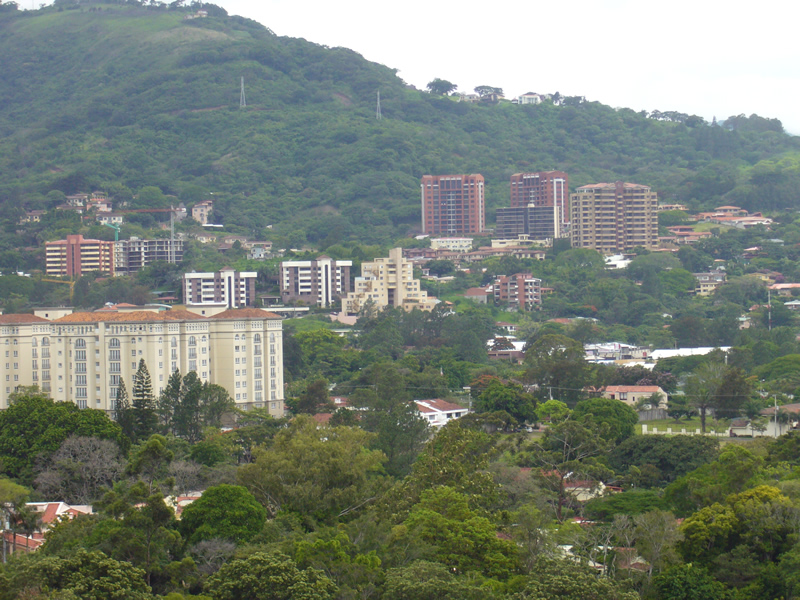

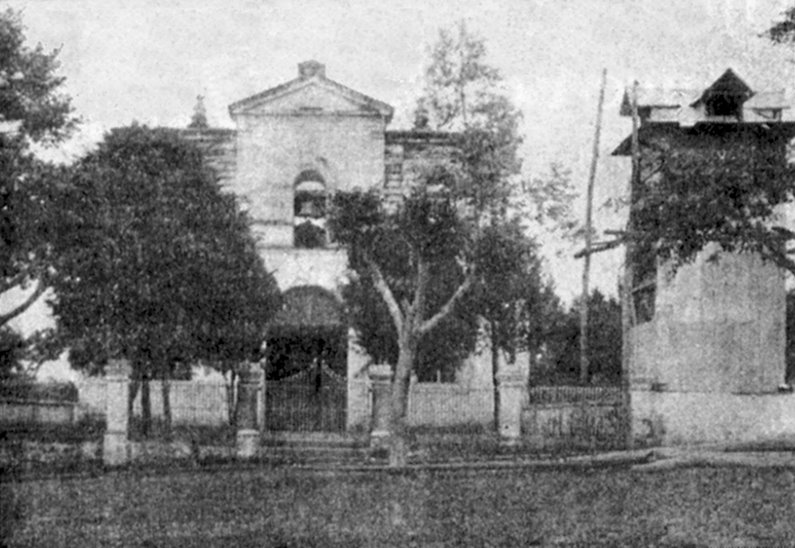

埃斯卡蘇區（西班牙語：San Miguel de Escazú），是哥斯達黎加的一個區，位於該國中部聖何塞省，始建於1848年12月7日，面積4.38平方公里，海拔高度1,101米，2011年人口11,984，人口密度每平方公里2,736.07人。